# La Petite Galerie
La Petite Galerie was een galerie in Brussel die bestond tijdens het interbellum en de jaren na de Tweede Wereldoorlog.
Directeur was Achille Van Loo.
Het adres was Louizalaan, 3 (later 62)

## Uit het tentoonstellingspalmares
- maart 1927 : Georges Rogy
- februari 1928 : Firmin Baes
- april 1928 : Georges Rogy
- februari 1934 : Firmin Baes
- 1934 : Salon van stillevens (oa. : Georges Rogy)
- 1934 : Anna Boch
- 1935 : Fernand Toussaint
- 1935 : Louis G. Cambier
- februari 1935 : Firmin Baes
- 1935 : Juliette Cambier
- 1935 : José Dierickx
- 1935 : Jules Van de Leene – Fernand Toussaint
- 1936 : Herman Richir
- februari 1936 : Firmin Baes
- 1936 : Hubert Glansdorff
- 1936 : E. Waucamps
- januari 1937 : Frans Huygelen
- februari 1937 : Firmin Baes
- februari 1938 : Firmin Baes
- februari 1939 : Firmin Baes
- 1941 : Léon Spilliaert
- 1941 : retrospectieve Privat Livemont
- 1943 : André-Victor Lynen
- 1947 : Paul Hagemans